# Чемпионат Европы по лёгкой атлетике в помещении 2015 — эстафета 4×400 метров (мужчины)
Соревнования в эстафете 4×400 метров у мужчин на чемпионате Европы по лёгкой атлетике в помещении в Праге прошли 8 марта 2015 года на «O2 Арене». К соревнованиям были допущены 6 сильнейших сборных по итогам летнего сезона 2014 года.

## Рекорды
До начала соревнований действующими были следующие рекорды в помещении.
| Мировой рекорд                   | США · Кайл Клемонс · Дэвид Вербург · Кайнд Батлер · Кэлвин Смит                | 3.02,13 | Сопот, Польша          | 9 марта 2014   |
| Рекорд Европы                    | Польша · Пётр Хачек · Яцек Боцян · Пётр Рысюкевич · Роберт Мацковяк            | 3.03,01 | Маэбаси, Япония        | 7 марта 1999   |
| Рекорд чемпионатов Европы        | Польша · Марек Плавго · Пётр Рысюкевич · Артур Гасевский · Роберт Мацковяк     | 3.05,50 | Вена, Австрия          | 3 марта 2002   |
| Лучший результат сезона в мире   | Техасский университет A&M Грегори Коулман Бралон Таплин Шавес Харт Деон Лендор | 3.03,23 | Фейетвилл, США         | 31 января 2015 |
| Лучший результат сезона в Европе | Великобритания · Конрад Уильямс · Рабах Юсиф · Джаррид Данн · Ричард Бак       | 3.08,90 | Глазго, Великобритания | 24 января 2015 |

## Расписание
| Дата         | Время | Раунд соревнований |
| ------------ | ----- | ------------------ |
| 8 марта 2015 | 17:55 | Финал              |

Время местное (UTC+2)

## Результаты
Обозначения: WR — Мировой рекорд | ER — Рекорд Европы | CR — Рекорд чемпионатов Европы | NR — Национальный рекорд | WL — Лучший результат сезона в мире | EL — Лучший результат сезона в Европе | DNS — Не стартовали | DNF — Не финишировали | DQ — Дисквалифицированы

Финал в эстафете 4×400 метров у мужчин состоялся 8 марта 2015 года.
| Место | Команда                                                                | Результат | Примечания |
| ----- | ---------------------------------------------------------------------- | --------- | ---------- |
| 1     | Бельгия (Жюльен Ватрен, Дилан Борле, Джонатан Борле, Кевин Борле)      | 3:02.87   | ER, CR, WL |
| 2     | Польша (Кароль Залевский, Рафал Омелько, Лукаш Кравчук, Якуб Кшевина)  | 3:02.97   | NR         |
| 3     | Чехия (Даниэль Немечек, Патрик Шорм, Ян Тесарж, Павел Маслак)          | 3:04.09   | NR         |
| 4     | Россия (Алексей Кёниг, Павел Савин, Никита Веснин, Лев Мосин)          | 3:08.00   |            |
| 5     | Великобритания (Конрад Уильямс, Джейми Боуи, Джаррид Данн, Рабах Юсиф) | 3:08.56   |            |
| 6     | Ирландия (Дара Кервик, Тим Кроу, Харри Пёрселл, Брэндон Арри)          | 3:10.61   |            |